# Таймырский мамонт

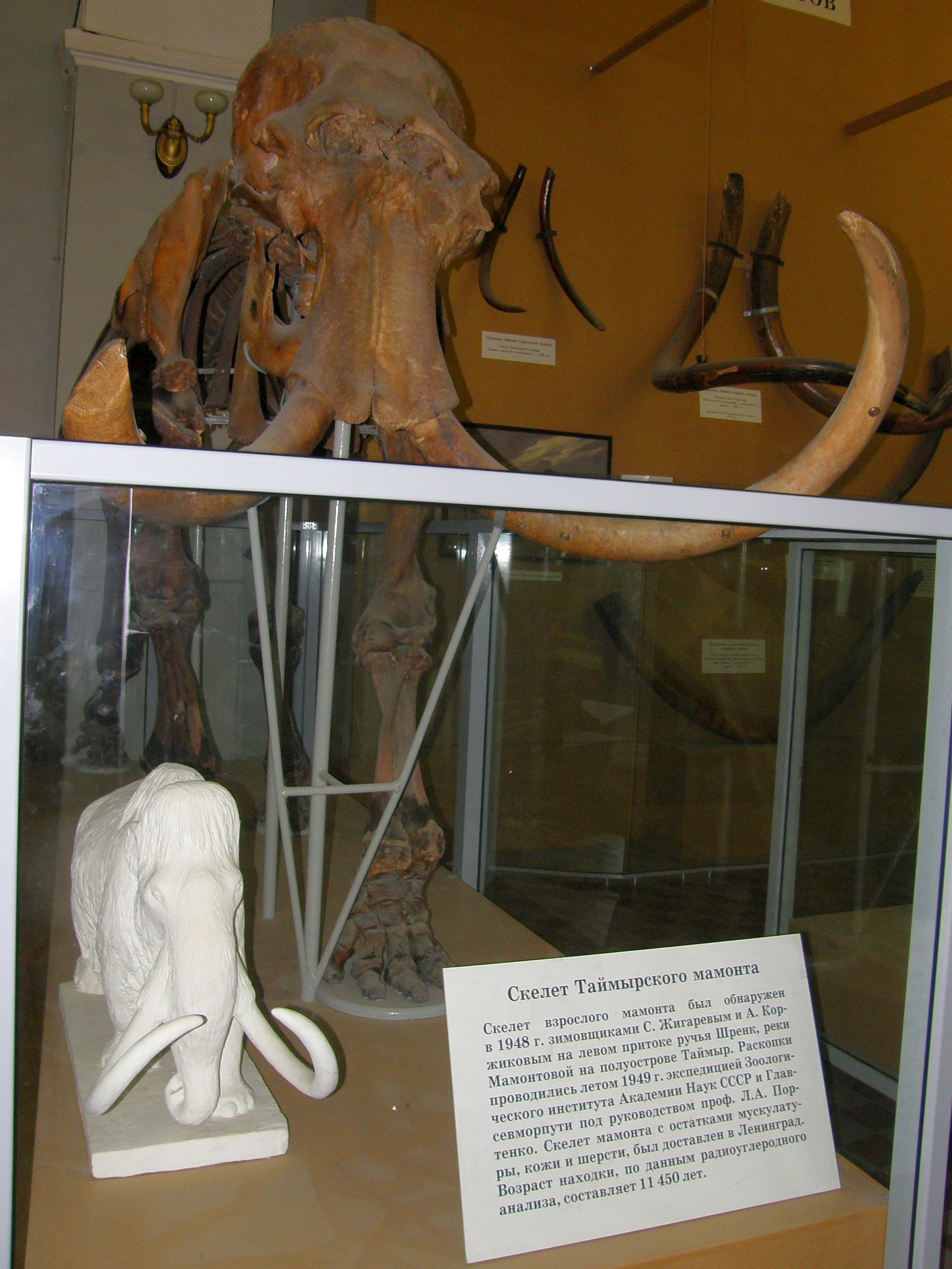
Скелет Таймырского мамонта

Таймырский мамонт — скелет взрослого шерстистого мамонта, находящийся в экспозиции Зоологического музея Зоологического института РАН . Назван в честь полуострова Таймыр, где был найден.

## История находки
Скелет Таймырского мамонта был найден в 1948 году зимовщиками С. Жигаревым и А. Коржиковым на безымянном притоке реки Шренк (приток реки Нижняя Таймыра), впоследствии в честь этого события названном рекой Мамонта, что на Таймыре. Летом 1949 года экспедиция Зоологического института Академии Наук и Главсевморпути под руководством профессора Л. А. Портенко провела раскопки и скелет был доставлен в Ленинград.

## Описание
Таймырский мамонт представлял собой скелет с сохранившимися на нем остатками мускулатуры, кожи и шерсти.

## Древность находки
Радиоуглеродный анализ указывает, что возраст Таймырского мамонта около 11 500 лет .